# كأس ويلز 1960–61
كأس ويلز 1960–61 (بالإنجليزية: 1960–61 Welsh Cup)‏ هو موسم من كأس ويلز. فاز فيه سوانزي سيتي.